# Bezirk Baldone
Der Bezirk Baldone (Baldones novads) war ein Bezirk im Zentrum Lettlands in der historischen Landschaft Zemgale, der von 2008 bis 2021 existierte. Bei der Verwaltungsreform 2021 wurde der Bezirk aufgelöst, und das Gebiet gehört seitdem zum Bezirk Ķekava.

## Geographie
Das Gebiet befand sich in ausgedehnten Kiefernwäldern südlich von Riga und wurde vom Fluss Ķekava in west-östlicher Richtung durchquert. Die südwestliche Grenze wurde von der Misa gebildet.

## Bevölkerung
Der Bezirk bestand nur aus der Gemeinde (pagast) Baldone, in der sich auch das Verwaltungszentrum befand. 5762 Einwohner lebten im Jahre 2010 im Bezirk Baldone, 2020 waren es noch 5387.

## Nachweise
1. ↑  Vides aizsardzības un reģionālās attīstības ministrija (Ministerium für Naturschutz und Regionalentwicklung), Karten und Auflistung der Verwaltungseinheiten, abgerufen am 18. Juli 2021
2. ↑  Centrālā statistikas pārvalde (Statistisches Amt der Republik Lettland): Demogrāfija 2020. Riga 2020, ISBN 978-9984-06-551-9, S. 14 (Stand: 1. Januar 2020).